# Apotheta tanymita
Apotheta tanymita är en fjärilsart som beskrevs av Turner 1931. Apotheta tanymita ingår i släktet Apotheta och familjen mätare. Inga underarter finns listade i Catalogue of Life.